# Malacatán
Malacatán è un comune del Guatemala facente parte del dipartimento di San Marcos.
Esistono documenti che certificano l'esistenza di un abitato già nel 1690, che fu successivamente elevato a comune con amministrazione indigena. Il 16 dicembre 1886 un decreto governativo impose un'amministrazione mista in cui alcuni dei reggenti dovevano essere di origine ispanica.